# Medaller dels Jocs Olímpics d'hivern de 1948
El medaller dels Jocs Olímpics d'Hivern de 1948 presenta totes les medalles lliurades als esportistes guanyadors de les proves disputades en aquest esdeveniment, realitzat entre els dies 30 de gener i 8 de febrer de 1948 a la ciutat de Sankt Moritz (Suïssa).
Les medalles apareixen agrupades pels Comitès Olímpics Nacionals participants i s'ordenen de forma decreixent contant les medalles d'or obtingudes; en cas d'haver empat, s'ordena d'igual forma contant les medalles de plata i, en cas de mantenir-se la igualtat, es conten les medalles de bronze. Si dos equips tenen la mateixa quantitat de medalles d'or, plata i bronze, es llisten en la mateixa posició i s'ordenen alfabèticament.

## Medaller
| Jocs Olímpics d'hivern de 1948 | Jocs Olímpics d'hivern de 1948 | Jocs Olímpics d'hivern de 1948 | Jocs Olímpics d'hivern de 1948 | Jocs Olímpics d'hivern de 1948 | Anells Olímpics |
| Posició                        | CON                            | Or                             | Plata                          | Bronze                         | Total           |
| 1                              | Noruega                        | 4                              | 3                              | 3                              | 10              |
| 1                              | Suècia                         | 4                              | 3                              | 3                              | 10              |
| 3                              | Suïssa                         | 3                              | 4                              | 3                              | 10              |
| 4                              | Estats Units                   | 3                              | 4                              | 2                              | 9               |
| 5                              | França                         | 2                              | 1                              | 2                              | 5               |
| 6                              | Canadà                         | 2                              | 0                              | 1                              | 3               |
| 7                              | Àustria                        | 1                              | 3                              | 4                              | 8               |
| 8                              | Finlàndia                      | 1                              | 3                              | 2                              | 6               |
| 9                              | Bèlgica                        | 1                              | 1                              | 0                              | 2               |
| 10                             | Itàlia                         | 1                              | 0                              | 0                              | 1               |
| 11                             | Txecoslovàquia                 | 0                              | 1                              | 0                              | 1               |
| 11                             | Hongria                        | 0                              | 1                              | 0                              | 1               |
| 13                             | Regne Unit                     | 0                              | 0                              | 2                              | 2               |
| Total                          | Total                          | 22                             | 24                             | 22                             | 68              |